# Mordella atripes
Mordella atripes es una especie de coleóptero de la familia Mordellidae.

## Distribución geográfica
Habita en Brasil y la Guayana francesa.